# Petricola hertzana
Petricola hertzana is een tweekleppigensoort uit de familie van de Veneridae. De wetenschappelijke naam van de soort is voor het eerst geldig gepubliceerd in 1997 door Coan.